# جينيفر هوليداي
جينيفر هوليداي (بالإنجليزية: Jennifer Holliday)‏ هي لاعبة كرة لينة أسترالية، ولدت في 18 يناير 1964 في ملبورن في أستراليا.

## وصلات خارجية
- جينيفر هوليداي على موقع أوليمبيديا (الإنجليزية)
- جينيفر هوليداي على موقع اللجنة الأولمبية الأسترالية (الإنجليزية)